# Правни факултет Универзитета у Бањој Луци
Правни факултет у Бањој Луци налази се у саставу Универзитета у Бањој Луци, једног од два државна универзитета у Републици Српској.
Факултет реализује три степена високошколског образовања (основни студиј, постдипломски магистарски студиј и докторски студиј). Некада је постојао још један степен, који је означавао вишу стручну спрему. Ради усавршавања дипломираних правника Факултет је организовао више семинара за полагање правосудних и нотарских испита, као и наставу за специјалистичке студије из разних области права. Адреса факултета је Булевар војводе Степе Степановића 77 Бања Лука.

## Историја
Након што је почела децентрализација високог образовања у СР Босни и Херцеговини, шездесетих година 20. века, у кратком времену је у Бањој Луци почело да ради пет факултета (Правни, Економски, Електротехнички, Машински и Технолошки) и двије више школе (Виша педагошка и Виша економско-комерцијална школа). Настава се у почетку одвијала у оквиру Центра за стручно оспособљавање кадрова, односно јавних службеника, а студиј је организован само за ванредне студенте. У периоду од 1969. до 1973, овај студиј организован је у оквиру Радничког универзитета у Бањој Луци.
Крајем 1973, формирано је Одјељење Правног факултета из Сарајева са сједиштем у Бањој Луци. Организован је редовни и ванредни студиј. Године 1973. уписано је 1137 студената од којих 519 редовних. Број студената повећавао се из године у годину па је уз сагласност тадашње Скупштине Социјалистичке Републике Босне и Херцеговине, Скупштина општине Бања Лука донијела одлуку о оснивању Правног факултета. Правни факултет у Бањој Луци је убрзо добио статус организације од посебног друштвеног интереса. Послије шестомјесечне оснивачке фазе Правни факултет у Бањој Луци почео је са радом 1. септембра 1975. У октобру 1975. године изабрани су органи Факултета и донесени потребни акти. Почела је и настава за редовне и ванредне студенте у школској 1975/1976. години.
У вријеме четворогодишњег рата који је трајао од почетка 1992. до краја 1995, Правни факултет је радио у отежаним условима. Неки студенти су били на ратишту и долазили су на Факултет само повремено. Неки од њих су се у том периоду исписали са Факултета и отишли у Србију, Хрватску или у друге земље. Једна петина наставника и сарадника напустила је Факултет, али дошли су нови, углавном из Сарајева и Загреба, тако да није било прекида у раду факултета.

## Послијератни период
У школској 1994/1995. години уписано је у прву годину студија више од 350 бруцоша, а укупно је било 1.713 редовних и 263 ванредна студента, уз 20 стално запослених доктора наука. У то вријеме се на факултету организовао и научноистраживачки рад, што је видљиво у броју објављених монографија, уџбеника и других научних и стручних радова, бројним научним пројектима, и учешћу професора на многим научним скуповима, округлим столовима, симпозијумима и тематским конференцијама на простору бивше Југославије и у иностранству.

## Катедре
- Катедра за Римско право и историју права и државе
- Катедра за државно-правне науке
- Катедра за грађанско и пословно право
- Катедра за кривично право
- Катедра за управно, радно и социјално право
- Катедра за међународно право[2]